# طريقة أعلى المتوسطات
طريقة أعلى المتوسطات، المقسوم عليه، أو طرق القسمة والتقريب هي عائلة من قواعد التوزيع، أي خوارزميات التقسيم العادل للمقاعد في الهيئة التشريعية بين عدة مجموعات (مثل الأحزاب السياسية أو الولايات). بشكل عام، تُستخدم طرق المقسوم عليه لتقريب حصص الإجمالي إلى كسر بمقام ثابت (مثل النقاط المئوية، التي يجب أن تصل إلى 100).
تهدف هذه الطرق إلى معاملة الناخبين بشكل متساوي من خلال ضمان أن المشرعين يمثلون عددًا متساويًا من الناخبين من خلال ضمان أن كل حزب لديه نفس نسبة المقاعد إلى الأصوات (أو المقسوم عليه).(ص.30) تقسم هذه الطرق عدد الأصوات على عدد الأصوات اللازمة للفوز بمقعد. التوزيع النهائي. في القيام بذلك، تحافظ الطريقة تقريبًا على التمثيل النسبي، مما يعني أن الحزب الذي يحصل على مثلي عدد الأصوات سيفوز بحوالي مثلي عدد المقاعد.(ص.30)
تفضل نظرية الخيار الاجتماعي وعلماء الرياضيات طرق المقسوم عليه بشكل عام على طريقة المتبقي الأكبر، لأنها تنتج نتائج أكثر تناسبًا وفقًا لمعظم المقاييس وأقل عرضة لمفارقات التوزيع. على وجه الخصوص، تتجنب طرق المقسوم عليه مفارقة السكان وتأثيرات المفسد، على عكس طرق الباقي الأكبر.

## التاريخ
تم اختراع طرق المقسوم عليه لأول مرة من قبل توماس جيفرسون للامتثال لمتطلب دستوري، وهو أن يكون لكل ولاية ممثل واحد على الأكثر لكل 30,000 شخص. كان حله هو قسمة عدد سكان كل ولاية على 30,000 قبل التقريب للأسفل.(ص.20)
أصبح التوزيع موضوع نقاش رئيسي في الكونغرس، خاصة بعد اكتشاف مفارقات في العديد من قواعد التقريب التي تبدو معقولة.(ص.20) ظهرت نقاشات مماثلة في أوروبا بعد اعتماد التمثيل النسبي، عادةً نتيجة محاولة الأحزاب الكبيرة إدخال عتبات وحواجز أخرى للدخول للأحزاب الصغيرة. غالبًا ما يكون لهذه التوزيعات عواقب كبيرة، كما حدث في إعادة توزيع 1870، عندما استخدم الكونغرس توزيعًا خاصًا لصالح ولايات الجمهوريين. لو كان عدد الأصوات الانتخابية لكل ولاية مساويًا تمامًا لحقها، أو لو استخدم الكونغرس طريقة وبستر أو طريقة المتبقي الأكبر (كما فعل منذ عام 1840)، لكانت انتخابات 1876 قد ذهبت إلى تيلدن بدلاً من هايز.(ص.3, 37)

## التعريفات
يعكس الاسمان لهذه الطرق—أعلى المتوسطات والمقسوم عليه—طريقتين مختلفتين للتفكير فيها، واختراعهما المستقل. ومع ذلك، فإن الإجراءين متكافئان ويعطيان نفس الإجابة.
تعتمد طرق المقسوم عليه على قواعد التقريب، المحددة باستخدام تسلسل علامات الحدود post(k), حيث k ≤ post(k) ≤ k+1. تحدد كل علامة حد الحدود بين الأعداد الطبيعية، مع تقريب الأعداد للأسفل إذا وفقط إذا كانت أقل من علامة الحد.

### إجراء المقسوم عليه
يقوم إجراء المقسوم عليه بتوزيع المقاعد عن طريق البحث عن مقسوم عليه أو حصص انتخابية. يمكن اعتبار هذا المقسوم عليه عدد الأصوات التي يحتاجها الحزب لكسب مقعد إضافي في الهيئة التشريعية، أو عدد السكان المثالي لدائرة انتخابية، أو عدد الناخبين الذين يمثلهم كل مشرع.
إذا كان كل مشرع يمثل عددًا متساويًا من الناخبين، فيمكن العثور على عدد المقاعد لكل ولاية عن طريق قسمة عدد السكان على المقسوم عليه. ومع ذلك، يجب أن تكون تخصيصات المقاعد أعدادًا صحيحة، لذا للعثور على التوزيع لولاية معينة يجب أن نقوم بالتقريب (باستخدام تسلسل علامات الحدود) بعد القسمة. وبالتالي، يتم إعطاء توزيع كل حزب بواسطة:
{\displaystyle {\text{seats}}=\operatorname {round} \left({\frac {\text{votes}}{\text{divisor}}}\right)}
عادةً ما يتم تعيين المقسوم عليه في البداية ليكون مساويًا لحصة هير. ومع ذلك، قد يعين هذا الإجراء عددًا كبيرًا جدًا أو قليلًا جدًا من المقاعد. في هذه الحالة، لن تضيف توزيعات كل ولاية إلى حجم الهيئة التشريعية الكلي. يمكن العثور على مقسوم عليه قابل للتطبيق عن طريق التجربة والخطأ.

### إجراء أعلى المتوسطات
باستخدام خوارزمية أعلى المتوسطات، يبدأ كل حزب بـ 0 مقعد. ثم، في كل تكرار، نقوم بتخصيص مقعد للحزب الذي لديه أعلى متوسط أصوات، أي الحزب الذي لديه أكبر عدد من الأصوات لكل مقعد. تستمر هذه الطريقة حتى يتم تخصيص جميع المقاعد.
ومع ذلك، من غير الواضح ما إذا كان من الأفضل النظر إلى متوسط الأصوات قبل تخصيص المقعد، أو ما سيكون المتوسط بعد تخصيص المقعد، أو إذا كان يجب أن نصل إلى حل وسط باستخدام تصحيح الاستمرارية. تعطي هذه الأساليب كل منها توزيعات مختلفة قليلاً. بشكل عام، يمكننا تعريف المتوسطات باستخدام تسلسل علامات الحدود:
{\displaystyle {\text{average}}:={\frac {\text{votes}}{\operatorname {post} ({\text{seats}})}}}
باستخدام إجراء أعلى المتوسطات، يبدأ كل حزب بـ 0 مقعد. ثم، في كل تكرار، نقوم بتخصيص مقعد للحزب الذي لديه أعلى متوسط أصوات، أي الحزب الذي لديه أكبر عدد من الأصوات لكل مقعد. تستمر هذه الطريقة حتى يتم تخصيص جميع المقاعد.

## طرق محددة
بينما تشترك جميع طرق المقسوم عليه في نفس الإجراء العام، فإنها تختلف في اختيار تسلسل علامات الحدود وبالتالي قاعدة التقريب. لاحظ أنه بالنسبة للطرق التي تكون فيها علامة الحد الأولى صفرًا، سيحصل كل حزب لديه على الأقل صوت واحد على مقعد قبل أن يحصل أي حزب على مقعد ثاني؛ في الممارسة العملية، يعني هذا عادةً أن كل حزب يجب أن يحصل على مقعد واحد على الأقل، ما لم يتم استبعاده بواسطة عتبة انتخابية.
| الطريقة                   | علامات الحدود                                  | التقريب للمقاعد | القيم الأولى التقريبية |
| ------------------------- | ---------------------------------------------- | --------------- | ---------------------- |
| آدامز                     | k                                              | أعلى            | 0.00 1.00 2.00 3.00    |
| دين                       | 2÷(1⁄k + 1⁄k+1)                                | توافقي          | 0.00 1.33 2.40 3.43    |
| هنتنغتون-هيل              | {\displaystyle {\sqrt {k(k+1)}}}               | هندسي           | 0.00 1.41 2.45 3.46    |
| ثابت (مثل r = 1⁄3)        | k + r                                          | موزون           | 0.33 1.33 2.33 3.33    |
| طريقة سانت ليغو           | k + 1⁄2                                        | حسابي           | 0.50 1.50 2.50 3.50    |
| المتوسط القوي (مثل p = 2) | {\textstyle {\sqrt[{p}]{(k^{p}+(k+1)^{p})/2}}} | متوسط قوي       | 0.71 1.58 2.55 3.54    |
| جيفرسون/هوندت             | k + 1                                          | أسفل            | 1.00 2.00 3.00 4.00    |

### طريقة جيفرسون (هوندت)
كان توماس جيفرسون أول من اقترح طريقة المقسوم عليه، في عام 1792؛ تم تطويرها لاحقًا بشكل مستقل من قبل عالم السياسة البلجيكي فيكتور هوندت في عام 1878. تقوم بتخصيص الممثل للقائمة التي ستكون الأكثر تمثيلاً ناقصًا في نهاية الجولة. وهي تظل الطريقة الأكثر شيوعًا للتمثيل النسبي حتى يومنا هذا.
تستخدم طريقة جيفرسون التسلسل {\displaystyle \operatorname {post} (k)=k+1}، أي (1, 2, 3, ...)، مما يعني أنها ستقوم دائمًا بتقريب توزيع الحزب للأسفل.
لا يقل توزيع جيفرسون عن الحد الأدنى للإطار المثالي، ويقلل من أسوأ حالة من التمثيل الزائد في الهيئة التشريعية. ومع ذلك، فإنها تؤدي بشكل ضعيف عند الحكم عليها وفقًا لمعظم مقاييس التناسب الأخرى. غالبًا ما تعطي القاعدة للأحزاب الكبيرة عددًا مفرطًا من المقاعد، حيث غالبًا ما يتجاوز حصتها من المقاعد حقها المقرب لأعلى.(ص.81)
أدى هذا المرضي إلى سخرية واسعة النطاق من طريقة جيفرسون عندما تم اكتشاف أن طريقة جيفرسون يمكنها "تقريب" توزيع نيويورك من 40.5 إلى 42، حيث قال السناتور محلون ديكرسون أن المقعد الإضافي يجب أن يأتي من "أشباح الممثلين المختفين".(ص.34)

### طريقة آدامز
تم ابتكار طريقة آدامز من قبل جون كوينسي آدامز بعد ملاحظة أن طريقة جيفرسون خصصت عددًا قليلاً جدًا من المقاعد للولايات الأصغر. يمكن وصفها بأنها عكس طريقة جيفرسون؛ حيث تمنح مقعدًا للحزب الذي لديه أكبر عدد من الأصوات لكل مقعد قبل إضافة المقعد الجديد. دالة المقسوم عليه هي post(k) = k، وهو ما يعادل دائمًا التقريب لأعلى.
لا يتجاوز توزيع آدامز الحد الأعلى للإطار المثالي، ويقلل من أسوأ حالة من التمثيل الناقص. ومع ذلك، مثل طريقة جيفرسون، تؤدي طريقة آدامز بشكل ضعيف وفقًا لمعظم مقاييس التناسب. كما أنها غالبًا ما تنتهك الحصة الدنيا للمقاعد.
تم اقتراح طريقة آدامز كجزء من حل وسط كامبريدج لتوزيع مقاعد البرلمان الأوروبي على الدول الأعضاء، بهدف تحقيق التناسب التنازلي.

### طريقة وبستر (سانت ليغو)
طريقة سانت ليغو أو وبستر، التي تم وصفها لأول مرة في عام 1832 من قبل السياسي الأمريكي والسناتور دانيال وبستر ولاحقًا بشكل مستقل في عام 1910 من قبل عالم الرياضيات الفرنسي أندريه سانت ليغو، تستخدم تسلسل علامات الحدود post(k) = k+.5 (أي 0.5, 1.5, 2.5)؛ وهذا يتوافق مع قاعدة التقريب القياسية. بشكل مكافئ، يمكن استخدام الأعداد الفردية (1, 3, 5...) لحساب المتوسطات بدلاً من ذلك.
تنتج طريقة وبستر توزيعات أكثر تناسبًا من طريقة جيفرسون وفقًا لمعظم مقاييس التمثيل الخاطئ. وبالتالي، يفضلها علماء السياسة وعلماء الرياضيات بشكل عام على ديهوندت، على الأقل في الحالات التي يكون فيها التلاعب صعبًا أو غير محتمل (كما في البرلمانات الكبيرة). كما أنها ملحوظة لتقليل تحيز المقاعد حتى عند التعامل مع الأحزاب التي تفوز بعدد صغير جدًا من المقاعد. يمكن أن تنتهك طريقة وبستر نظريًا الإطار المثالي، على الرغم من أن هذا نادر للغاية بالنسبة للبرلمانات ذات الحجم المعتدل؛ ولم يتم ملاحظة انتهاكها للحصة في أي توزيع مقاعد الكونغرس الأمريكي.
في الدوائر الصغيرة بدون عتبة، يمكن للأحزاب التلاعب بطريقة وبستر عن طريق الانقسام إلى العديد من القوائم، كل منها يفوز بمقعد كامل بأقل من حصة هير من الأصوات. غالبًا ما يتم معالجة ذلك عن طريق تعديل المقسوم عليه الأول ليكون أكبر قليلاً (غالبًا قيمة 0.7 أو 1)، مما يخلق عتبة ضمنية.

### طريقة هنتنغتون-هيل
في طريقة هنتنغتون-هيل، تسلسل علامات الحدود هو post(k) = √k (k+1)، وهو المتوسط الهندسي للأعداد المجاورة. من الناحية المفاهيمية، تقوم هذه الطريقة بالتقريب إلى العدد الصحيح الذي لديه أصغر فرق نسبي. على سبيل المثال، الفرق بين 2.47 و 3 هو حوالي 19%، بينما الفرق من 2 هو حوالي 21%، لذلك يتم تقريب 2.47 لأعلى. تُستخدم هذه الطريقة لتخصيص المقاعد في مجلس النواب الأمريكي بين الولايات.
تميل طريقة هنتنغتون-هيل إلى إنتاج نتائج مشابهة جدًا لطريقة وبستر، باستثناء أنها تضمن أن كل ولاية أو حزب يحصل على مقعد واحد على الأقل (انظر طريقة أعلى المتوسطات § توزيعات المقاعد الصفرية). عند استخدامها لأول مرة لتخصيص المقاعد في المجلس، أنتجت الطريقتان نتائج متطابقة؛ في استخدامها الثاني، اختلفتا فقط في تخصيص مقعد واحد لميشيغان أو أركنساس.:58

## مقارنة الخصائص

### توزيعات المقاعد الصفرية
تحتوي طريقة هنتنغتون-هيل، ودين، وآدامز على قيمة 0 لعلامة الحد الأولى، مما يعطي متوسطًا لانهائيًا. وبالتالي، بدون عتبة، سيحصل كل حزب حصل على صوت واحد على الأقل على مقعد واحد على الأقل. يمكن أن تكون هذه الخاصية مرغوبة (كما عند تخصيص المقاعد للولايات) أو غير مرغوبة (كما عند تخصيص المقاعد للقوائم الحزبية في الانتخابات)، وفي هذه الحالة يمكن تعديل المقسوم عليه الأول لإنشاء عتبة طبيعية.

### التحيز
هناك العديد من مقاييس تحيز المقاعد. بينما توصف طريقة وبستر أحيانًا بأنها "فريدة" من حيث عدم التحيز، تعتمد هذه الخاصية الفريدة على تعريف تقني للتحيز، والذي يتم تعريفه على أنه المتوسط الفرق بين عدد المقاعد التي تحصل عليها الولاية وحقها في المقاعد. بعبارة أخرى، تُسمى الطريقة غير متحيزة إذا كان عدد المقاعد التي تحصل عليها الولاية، في المتوسط عبر العديد من الانتخابات، مساويًا لحقها في المقاعد.
وفقًا لهذا التعريف، فإن طريقة وبستر هي أقل طرق التوزيع تحيزًا، بينما تُظهر طريقة هنتنغتون-هيل تحيزًا طفيفًا نحو الأحزاب الصغيرة. ومع ذلك، لاحظ باحثون آخرون أن التعريفات المختلفة قليلاً للتحيز، والتي تعتمد بشكل عام على أخطاء النسبة المئوية، تجد النتيجة المعاكسة (طريقة هنتنغتون-هيل غير متحيزة، بينما طريقة وبستر متحيزة قليلاً نحو الأحزاب الكبيرة).
في الممارسة العملية، يكون الفرق بين هذه التعريفات صغيرًا عند التعامل مع الأحزاب أو الولايات التي لديها أكثر من مقعد واحد. وبالتالي، يمكن اعتبار كل من طريقة هنتنغتون-هيل وطريقة وبستر طرقًا غير متحيزة أو ذات تحيز منخفض (على عكس طريقة جيفرسون أو آدامز). أوصى تقرير عام 1929 إلى الكونغرس من قبل الأكاديمية الوطنية للعلوم بطريقة هنتنغتون-هيل، بينما قضت المحكمة العليا بأن الاختيار مسألة رأي.

## المقارنة والأمثلة

### مثال: جيفرسون
يوضح المثال التالي كيف يمكن أن تختلف طريقة جيفرسون بشكل كبير عن الطرق الأقل تحيزًا مثل وبستر. في هذه الانتخابات، يفوز أكبر حزب بـ 46% من الأصوات، لكنه يحصل على 52.5% من المقاعد، وهو ما يكفي للفوز بأغلبية مطلقة ضد ائتلاف جميع الأحزاب الأخرى (التي تصل معًا إلى 54% من الأصوات). علاوة على ذلك، فإنه يفعل ذلك في انتهاك للحصة: الحزب الأكبر يستحق فقط 9.7 مقاعد، لكنه يفوز بـ 11 على أي حال. أكبر دائرة انتخابية في الكونغرس تقريبًا ضعف حجم أصغر دائرة. لا تُظهر طريقة وبستر أيًا من هذه الخصائص، مع حد أقصى للخطأ بنسبة 22.6%.
| جيفرسون        | جيفرسون   | جيفرسون   | جيفرسون   | جيفرسون   | جيفرسون   | جيفرسون       |                | وبستر   | وبستر     | وبستر     | وبستر     | وبستر     | وبستر     | وبستر         |
| -------------- | --------- | --------- | --------- | --------- | --------- | ------------- | -------------- | ------- | --------- | --------- | --------- | --------- | --------- | ------------- |
| الحزب          | الأصفر    | الأبيض    | الأحمر    | الأخضر    | الأرجواني | الإجمالي      |                | الحزب   | الأصفر    | الأبيض    | الأحمر    | الأخضر    | الأرجواني | الإجمالي      |
| الأصوات        | 46,000    | 25,100    | 12,210    | 8,350     | 8,340     | 100,000       | الأصوات        | 46,000  | 25,100    | 12,210    | 8,350     | 8,340     | 100,000   |               |
| المقاعد        | 11        | 6         | 2         | 1         | 1         | 21            | المقاعد        | 9       | 5         | 3         | 2         | 2         | 21        |               |
| المثالي        | 9.660     | 5.271     | 2.564     | 1.754     | 1.751     | 21            | المثالي        | 9.660   | 5.271     | 2.564     | 1.754     | 1.751     | 21        |               |
| الأصوات/المقعد | 4182      | 4183      | 6105      | 8350      | 8340      | 4762          | الأصوات/المقعد | 5111    | 5020      | 4070      | 4175      | 4170      | 4762      |               |
| % الخطأ        | 13.0%     | 13.0%     | -24.8%    | -56.2%    | -56.0%    | (100.%)       | (% النطاق)     | -7.1%   | -5.3%     | 15.7%     | 13.2%     | 13.3%     | (22.6%)   |               |
| المقاعد        | المتوسطات | المتوسطات | المتوسطات | المتوسطات | المتوسطات | علامات الحدود |                | المقاعد | المتوسطات | المتوسطات | المتوسطات | المتوسطات | المتوسطات | علامات الحدود |
| 1              | 46,000    | 25,100    | 12,210    | 8,350     | 8,340     | 1.00          |                | 1       | 92,001    | 50,201    | 24,420    | 16,700    | 16,680    | 0.50          |
| 2              | 23,000    | 12,550    | 6,105     | 4,175     | 4,170     | 2.00          | 2              | 30,667  | 16,734    | 8,140     | 5,567     | 5,560     | 1.50      |               |
| 3              | 15,333    | 8,367     | 4,070     | 2,783     | 2,780     | 3.00          | 3              | 18,400  | 10,040    | 4,884     | 3,340     | 3,336     | 2.50      |               |
| 4              | 11,500    | 6,275     | 3,053     | 2,088     | 2,085     | 4.00          | 4              | 13,143  | 7,172     | 3,489     | 2,386     | 2,383     | 3.50      |               |
| 5              | 9,200     | 5,020     | 2,442     | 1,670     | 1,668     | 5.00          | 5              | 10,222  | 5,578     | 2,713     | 1,856     | 1,853     | 4.50      |               |
| 6              | 7,667     | 4,183     | 2,035     | 1,392     | 1,390     | 6.00          | 6              | 8,364   | 4,564     | 2,220     | 1,518     | 1,516     | 5.50      |               |
| 7              | 6,571     | 3,586     | 1,744     | 1,193     | 1,191     | 7.00          | 7              | 7,077   | 3,862     | 1,878     | 1,285     | 1,283     | 6.50      |               |
| 8              | 5,750     | 3,138     | 1,526     | 1,044     | 1,043     | 8.00          | 8              | 6,133   | 3,347     | 1,628     | 1,113     | 1,112     | 7.50      |               |
| 9              | 5,111     | 2,789     | 1,357     | 928       | 927       | 9.00          | 9              | 5,412   | 2,953     | 1,436     | 982       | 981       | 8.50      |               |
| 10             | 4,600     | 2,510     | 1,221     | 835       | 834       | 10.00         | 10             | 4,842   | 2,642     | 1,285     | 879       | 878       | 9.50      |               |
| 11             | 4,182     | 2,282     | 1,110     | 759       | 758       | 11.00         | 11             | 4,381   | 2,391     | 1,163     | 795       | 794       | 10.50     |               |

### مثال: آدامز
يوضح المثال التالي حالة تفشل فيها طريقة آدامز في منح أغلبية لحزب يفوز بـ 55% من الأصوات، مرة أخرى في انتهاك لحقهم في الحصة.
| طريقة آدامز    | طريقة آدامز | طريقة آدامز | طريقة آدامز | طريقة آدامز | طريقة آدامز | طريقة آدامز   |                | طريقة وبستر | طريقة وبستر | طريقة وبستر | طريقة وبستر | طريقة وبستر | طريقة وبستر | طريقة وبستر   |
| -------------- | ----------- | ----------- | ----------- | ----------- | ----------- | ------------- | -------------- | ----------- | ----------- | ----------- | ----------- | ----------- | ----------- | ------------- |
| الحزب          | الأصفر      | الأبيض      | الأحمر      | الأخضر      | الأرجواني   | الإجمالي      |                | الحزب       | الأصفر      | الأبيض      | الأحمر      | الأخضر      | الأرجواني   | الإجمالي      |
| الأصوات        | 55,000      | 17,290      | 16,600      | 5,560       | 5,550       | 100,000       | الأصوات        | 55,000      | 17,290      | 16,600      | 5,560       | 5,550       | 100,000     |               |
| المقاعد        | 10          | 4           | 3           | 2           | 2           | 21            | المقاعد        | 11          | 4           | 4           | 1           | 1           | 21          |               |
| المثالي        | 11.550      | 3.631       | 3.486       | 1.168       | 1.166       | 21            | المثالي        | 11.550      | 3.631       | 3.486       | 1.168       | 1.166       | 21          |               |
| الأصوات/المقعد | 5500        | 4323        | 5533        | 2780        | 2775        | 4762          | الأصوات/المقعد | 4583        | 4323        | 5533        | 5560        | 5550        | 4762        |               |
| % الخطأ        | -14.4%      | 9.7%        | -15.0%      | 53.8%       | 54.0%       | (99.4%)       | (% النطاق)     | 3.8%        | 9.7%        | -15.0%      | -15.5%      | -15.3%      | (28.6%)     |               |
| المقاعد        | المتوسطات   | المتوسطات   | المتوسطات   | المتوسطات   | المتوسطات   | علامات الحدود |                | المقاعد     | المتوسطات   | المتوسطات   | المتوسطات   | المتوسطات   | المتوسطات   | علامات الحدود |
| 1              | ∞           | ∞           | ∞           | ∞           | ∞           | 0.00          |                | 1           | 110,001     | 34,580      | 33,200      | 11,120      | 11,100      | 0.50          |
| 2              | 55,001      | 17,290      | 16,600      | 5,560       | 5,550       | 1.00          | 2              | 36,667      | 11,527      | 11,067      | 3,707       | 3,700       | 1.50        |               |
| 3              | 27,500      | 8,645       | 8,300       | 2,780       | 2,775       | 2.00          | 3              | 22,000      | 6,916       | 6,640       | 2,224       | 2,220       | 2.50        |               |
| 4              | 18,334      | 5,763       | 5,533       | 1,853       | 1,850       | 3.00          | 4              | 15,714      | 4,940       | 4,743       | 1,589       | 1,586       | 3.50        |               |
| 5              | 13,750      | 4,323       | 4,150       | 1,390       | 1,388       | 4.00          | 5              | 12,222      | 3,842       | 3,689       | 1,236       | 1,233       | 4.50        |               |
| 6              | 11,000      | 3,458       | 3,320       | 1,112       | 1,110       | 5.00          | 6              | 10,000      | 3,144       | 3,018       | 1,011       | 1,009       | 5.50        |               |
| 7              | 9,167       | 2,882       | 2,767       | 927         | 925         | 6.00          | 7              | 8,462       | 2,660       | 2,554       | 855         | 854         | 6.50        |               |
| 8              | 7,857       | 2,470       | 2,371       | 794         | 793         | 7.00          | 8              | 7,333       | 2,305       | 2,213       | 741         | 740         | 7.50        |               |
| 9              | 6,875       | 2,161       | 2,075       | 695         | 694         | 8.00          | 9              | 6,471       | 2,034       | 1,953       | 654         | 653         | 8.50        |               |
| 10             | 6,111       | 1,921       | 1,844       | 618         | 617         | 9.00          | 10             | 5,790       | 1,820       | 1,747       | 585         | 584         | 9.50        |               |
| 11             | 5,500       | 1,729       | 1,660       | 556         | 555         | 10.00         | 11             | 5,238       | 1,647       | 1,581       | 530         | 529         | 10.50       |               |
| المقاعد        | 10          | 4           | 3           | 2           | 2           |               | المقاعد        | 11          | 4           | 4           | 1           | 1           |             |               |

### مثال: جميع الأنظمة
يُظهر التالي مثالًا عمليًا لجميع أنظمة التصويت. لاحظ كيف تعطي طريقة هنتنغتون-هيل وآدامز كل حزب مقعدًا واحدًا قبل تخصيص أي مقاعد إضافية، على عكس وبستر أو جيفرسون.
|                | طريقة جيفرسون | طريقة جيفرسون | طريقة جيفرسون | طريقة جيفرسون | طريقة جيفرسون | طريقة جيفرسون |               | طريقة وبستر   | طريقة وبستر   | طريقة وبستر   | طريقة وبستر   | طريقة وبستر   | طريقة وبستر   |               | طريقة هنتنغتون-هيل | طريقة هنتنغتون-هيل | طريقة هنتنغتون-هيل | طريقة هنتنغتون-هيل | طريقة هنتنغتون-هيل | طريقة هنتنغتون-هيل |               | طريقة آدامز   | طريقة آدامز   | طريقة آدامز   | طريقة آدامز | طريقة آدامز | طريقة آدامز |
| الحزب          | الأصفر        | الأبيض        | الأحمر        | الأخضر        | الأزرق        | الوردي        | الأصفر        | الأبيض        | الأحمر        | الأخضر        | الأزرق        | الوردي        | الأصفر        | الأبيض        | الأحمر             | الأخضر             | الأزرق             | الوردي             | الأصفر             | الأبيض             | الأحمر        | الأخضر        | الأزرق        | الوردي        |             |             |             |
| الأصوات        | 47,000        | 16,000        | 15,900        | 12,000        | 6,000         | 3,100         | 47,000        | 16,000        | 15,900        | 12,000        | 6,000         | 3,100         | 47,000        | 16,000        | 15,900             | 12,000             | 6,000              | 3,100              | 47,000             | 16,000             | 15,900        | 12,000        | 6,000         | 3,100         |             |             |             |
| المقاعد        | 5             | 2             | 2             | 1             | 0             | 0             | 4             | 2             | 2             | 1             | 1             | 0             | 4             | 2             | 1                  | 1                  | 1                  | 1                  | 3                  | 2                  | 2             | 1             | 1             | 1             |             |             |             |
| الأصوات/المقعد | 9,400         | 8,000         | 7,950         | 12,000        | ∞             | ∞             | 11,750        | 8,000         | 7,950         | 12,000        | 6,000         | ∞             | 11,750        | 8,000         | 15,900             | 12,000             | 6,000              | 3,100              | 15,667             | 8,000              | 7,950         | 12,000        | 6,000         | 3,100         |             |             |             |
| المقعد         | تخصيص المقاعد | تخصيص المقاعد | تخصيص المقاعد | تخصيص المقاعد | تخصيص المقاعد | تخصيص المقاعد | تخصيص المقاعد | تخصيص المقاعد | تخصيص المقاعد | تخصيص المقاعد | تخصيص المقاعد | تخصيص المقاعد | تخصيص المقاعد | تخصيص المقاعد | تخصيص المقاعد      | تخصيص المقاعد      | تخصيص المقاعد      | تخصيص المقاعد      | تخصيص المقاعد      | تخصيص المقاعد      | تخصيص المقاعد | تخصيص المقاعد | تخصيص المقاعد | تخصيص المقاعد |             |             |             |
| 1              | 47,000        |               |               |               |               |               | 47,000        |               |               |               |               |               | ∞             |               |                    |                    |                    |                    | ∞                  |                    |               |               |               |               |             |             |             |
| 2              | 23,500        |               |               |               |               |               |               | 16,000        |               |               |               |               |               | ∞             |                    |                    |                    |                    |                    | ∞                  |               |               |               |               |             |             |             |
| 3              |               | 16,000        |               |               |               |               |               |               | 15,900        |               |               |               |               |               | ∞                  |                    |                    |                    |                    |                    | ∞             |               |               |               |             |             |             |
| 4              |               |               | 15,900        |               |               |               | 15,667        |               |               |               |               |               |               |               |                    | ∞                  |                    |                    |                    |                    |               | ∞             |               |               |             |             |             |
| 5              | 15,667        |               |               |               |               |               |               |               |               | 12,000        |               |               |               |               |                    |                    | ∞                  |                    |                    |                    |               |               | ∞             |               |             |             |             |
| 6              |               |               |               | 12,000        |               |               | 9,400         |               |               |               |               |               |               |               |                    |                    |                    | ∞                  |                    |                    |               |               |               | ∞             |             |             |             |
| 7              | 11,750        |               |               |               |               |               | 6,714         |               |               |               |               |               | 33,234        |               |                    |                    |                    |                    | 47,000             |                    |               |               |               |               |             |             |             |
| 8              | 9,400         |               |               |               |               |               |               |               |               |               | 6,000         |               | 19,187        |               |                    |                    |                    |                    | 23,500             |                    |               |               |               |               |             |             |             |
| 9              |               | 8,000         |               |               |               |               |               | 5,333         |               |               |               |               | 13,567        |               |                    |                    |                    |                    |                    | 16,000             |               |               |               |               |             |             |             |
| 10             |               |               | 7,950         |               |               |               |               |               | 5,300         |               |               |               |               | 11,314        |                    |                    |                    |                    |                    |                    | 15,900        |               |               |               |             |             |             |

### حاسبة ثابتة
يسمح الجدول التالي للمستخدم بحساب التوزيع لأي دالة إشارة ثابتة. بمعنى آخر، يقوم بتقريب التوزيع إذا كانت القيمة أعلى من الشريط المحدد.
| Party       | Yellow | White | Red  | Green | Blue | Pink | Total     |     |
| ----------- | ------ | ----- | ---- | ----- | ---- | ---- | --------- | --- |
| Votes       | 4600   | 1600  | 1550 | 1200  | 600  | 450  |           |     |
| Vote share  | %      | %     | %    | %     | %    | %    | 100%      |     |
| Seats       |        |       |      |       |      |      |           |     |
| Entitlement |        |       |      |       |      |      | Round x > | 0.5 |
| votes⁄seat  |        |       |      |       |      |      | Divisor:  | 600 |

## الخصائص

### الرتابة
تفضل الطرق القائمة على القاسم بشكل عام من قبل علماء الرياضيات على طريقة المتبقي الأكبر لأنها أقل عرضة مفارقات التوزيع. على وجه الخصوص، تلبي طرق القاسم رتابة السكان، أي أن التصويت لصالح حزب لا يمكن أن يتسبب في خسارة مقاعد. تحدث مثل هذه مفارقات السكان عن طريق زيادة الحصة الانتخابية، مما يمكن أن يتسبب في استجابة غير منتظمة لباقي الولايات.:Tbl.A7.2 كما تلبي طرق القاسم رتابة الموارد أو رتابة المجلس، والتي تنص على أن زيادة عدد المقاعد في المجلس التشريعي لا ينبغي أن تتسبب في خسارة ولاية لمقعد.:Cor.4.3.1

### عدم المساواة بين الحد الأدنى والحد الأقصى
يمكن تعريف كل طريقة قاسم باستخدام عدم المساواة بين الحد الأدنى والحد الأقصى. بجعل الأقواس تشير إلى فهرسة المصفوفة، يكون التخصيص صالحًا إذا وفقط إذا::78–81
max votes[party] post(seats[party]) ≤ min votes[party] post(seats[party]+1)
بمعنى آخر، من المستحيل خفض أعلى متوسط تصويت عن طريق إعادة تعيين مقعد من حزب إلى آخر. كل رقم في هذا النطاق هو قاسم محتمل. إذا كانت عدم المساواة صارمة، يكون الحل فريدًا؛ وإلا، هناك تصويت متعادل تمامًا في مرحلة التوزيع النهائية.:83

## عائلات الطرق
يمكن تعميم طرق القاسم المذكورة أعلاه في عائلات.

### المتوسط العام
بشكل عام، يمكن إنشاء طريقة توزيع من أي دالة متوسط عام، عن طريق تعريف دالة الإشارة كـ post(k) = avg(k, k+1).

#### العائلة الثابتة
تسمى طريقة القاسم ثابتة:68 إذا كانت لبعض الأعداد الحقيقية {\displaystyle r\in [0,1]}، فإن إشاراتها تكون على الشكل {\displaystyle d(k)=k+r}. تعد طرق آدامز، وبستر، ودي هوندت ثابتة، بينما دين وهنتنغتون-هيل ليست كذلك. تتوافق الطريقة الثابتة مع تقريب الأرقام لأعلى إذا تجاوزت المتوسط الحسابي الموزون لـ k و k+1. القيم الأصغر لـ r تكون أكثر ملاءمة للأحزاب الأصغر.
توزع الانتخابات الدنماركية مقاعد التعديل على مستوى المقاطعات باستخدام الدوائر متعددة الأعضاء. تقسم عدد الأصوات التي حصل عليها حزب في دائرة متعددة الأعضاء على 0.33، 1.33، 2.33، 3.33 إلخ. يتم إعطاء تسلسل الإشارة بواسطة post(k) = k+1⁄3؛ يهدف هذا إلى تخصيص المقاعد بشكل أكثر تساويًا، بدلاً من التناسب الدقيق.

#### عائلة المتوسط القوي
تشمل عائلة المتوسط القوي لطرق القاسم طرق آدامز، وهنتنغتون-هيل، وبستر، ودين، وجيفرسون (إما مباشرة أو كحدود). بالنسبة لثابت معين p، يكون لدالة الإشارة في طريقة المتوسط القوي الشكل post(k) = p√kp + (k+1)p. تتوافق طريقة هنتنغتون-هيل مع الحد عندما p يميل إلى 0، بينما تمثل آدامز وجيفرسون الحدود عندما p يميل إلى اللانهاية السالبة أو الموجبة.

تشمل العائلة أيضًا طريقة دين الأقل شيوعًا لـ p=-1، والتي تتوافق مع المتوسط التوافقي. تعادل طريقة دين التقريب إلى المتوسط الأقرب—يتم تقريب عدد المقاعد لكل ولاية بطريقة تقلل الفرق بين متوسط حجم الدائرة وحجم الدائرة المثالي. على سبيل المثال:(ص.29)
كان عدد سكان ماساتشوستس الممثلين في عام 1830 هو 610,408: إذا حصلت على 12 مقعدًا، فإن متوسط حجم الدائرة سيكون 50,867؛ إذا حصلت على 13 مقعدًا، سيكون 46,954. لذا، إذا كان القاسم 47,700 كما اقترح بولك، يجب أن تحصل ماساتشوستس على 13 مقعدًا لأن 46,954 أقرب إلى 47,700 من 50,867.
التقريب إلى متوسط التصويت مع أصغر خطأ نسبي يعيد مرة أخرى طريقة هنتنغتون-هيل لأن |log(x⁄y)| = |log(y⁄x)|، أي أن الفروق النسبية قابلة للعكس. كانت هذه الحقيقة مركزية في استخدام إدوارد هنتنغتون للأخطاء النسبية (بدلاً من المطلقة) في قياس التمثيل الخاطئ، ودعوته لقاعدة هيل: جادل هنتنغتون أن اختيار طريقة التوزيع لا يجب أن يعتمد على كيفية إعادة ترتيب معادلة التمثيل المتساوي، وأن الخطأ النسبي فقط (الذي تقلصه قاعدة هيل) يلبي هذه الخاصية.(ص.53)

#### عائلة متوسط ستولارسكي
بالمثل، يمكن استخدام متوسط ستولارسكي لتحديد عائلة من طرق القاسم التي تقلل مؤشر الانتروبيا العام للتمثيل الخاطئ. تشمل هذه العائلة المتوسط اللوغاريتمي، والمتوسط الهندسي، والمتوسط المتطابق والمتوسط الحسابي. يمكن تبرير متوسطات ستولارسكي كتقليل لهذه المقاييس للتمثيل الخاطئ، والتي لها أهمية كبيرة في دراسة نظرية المعلومات.

## التعديلات

### العتبات
لدى العديد من الدول عتبات انتخابية للتمثيل، حيث يجب على الأحزاب الفوز بجزء محدد من الأصوات ليتم تمثيلها؛ يتم استبعاد الأحزاب التي لديها أصوات أقل من العتبة المطلوبة للتمثيل. تقوم دول أخرى بتعديل القاسم الأول لإدخال عتبة طبيعية؛ عند استخدام طريقة وبستر، غالبًا ما يتم تعيين القاسم الأول إلى 0.7 أو 1.0 (يُطلق على الأخير تعديل المقعد الكامل).

### شرط الحفاظ على الأغلبية
يضمن شرط الحفاظ على الأغلبية أن أي حزب يفوز بأغلبية الأصوات سيحصل على نصف مقاعد المجلس التشريعي على الأقل. بدون مثل هذا الشرط، من الممكن أن يحصل حزب بأغلبية طفيفة من الأصوات على أقل من نصف المقاعد (إذا تم استخدام طريقة غير هوندت). يتم تحقيق ذلك عادةً عن طريق إضافة مقاعد إلى المجلس التشريعي حتى يتم العثور على توزيع يحافظ على الأغلبية للبرلمان.

### طريقة القاسم المحدودة بالحصة
طريقة القاسم المحدودة بالحصة هي طريقة توزيع نبدأ فيها بتعيين كل ولاية حصتها الدنيا من المقاعد. ثم نضيف المقاعد واحدًا تلو الآخر إلى الولاية التي لديها أعلى متوسط أصوات لكل مقعد، طالما أن إضافة مقعد إضافي لا يؤدي إلى تجاوز الولاية حصتها العليا. ومع ذلك، تنتهك طريقة القاسم المحدودة بالحصة معيار المشاركة (يُسمى أيضًا رتابة السكان)—من الممكن أن يخسر حزب مقعدًا نتيجة الفوز بمزيد من الأصوات.:Tbl.A7.2